# Škoda Octavia IV
La Škoda Octavia IV est une berline 5 portes produite par le constructeur automobile tchèque Škoda à partir de septembre 2020. Elle remplace l'Octavia III produite de 2013 à 2020.

## Présentation
La quatrième génération d'Octavia est présentée le 11 novembre 2019 à Prague, exactement 60 ans après la première Octavia, pour une commercialisation début 2020. Les trois premières générations se sont vendues à plus de 6,5 millions d'exemplaires.

Škoda Octavia IV
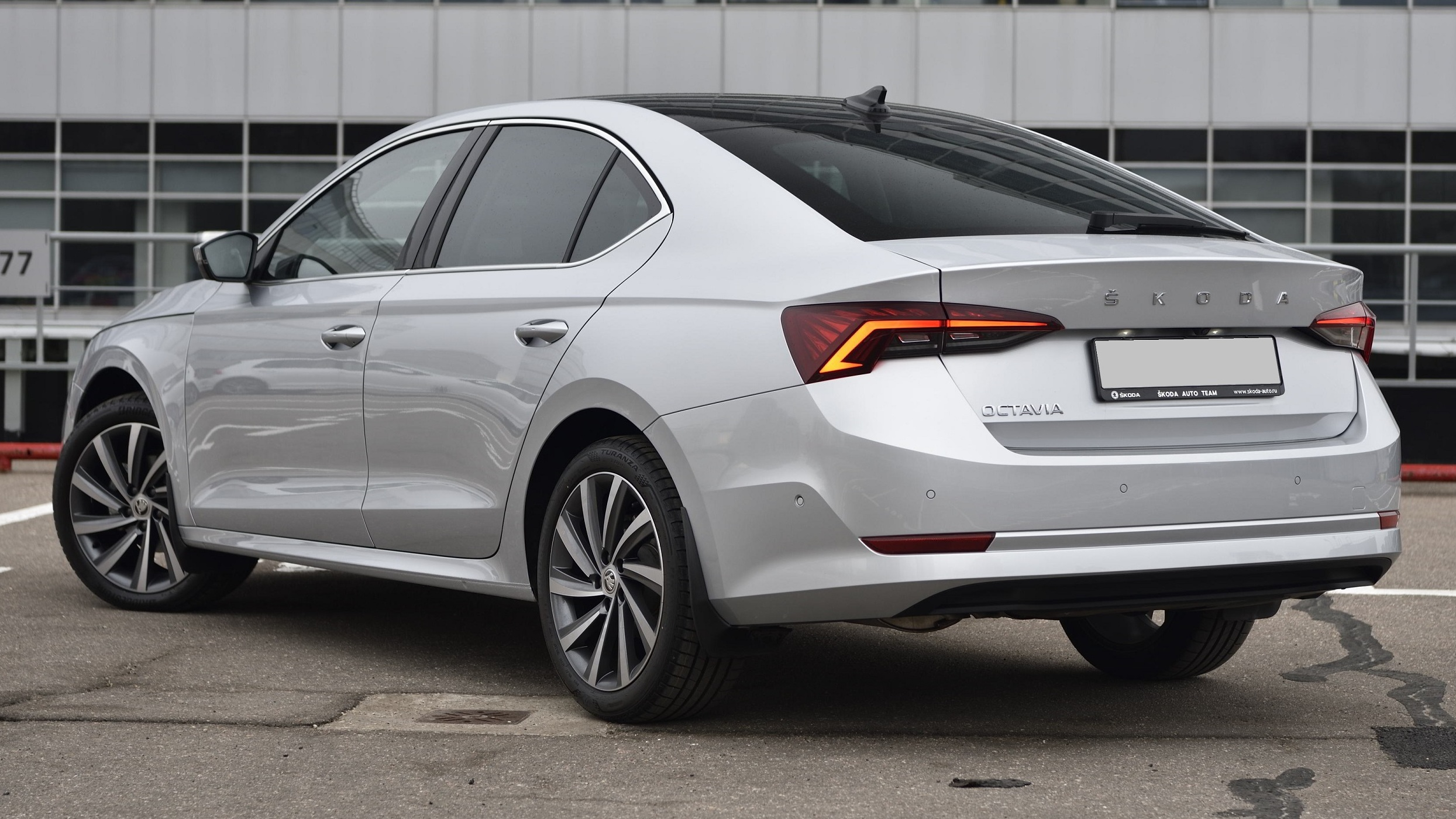
Berline
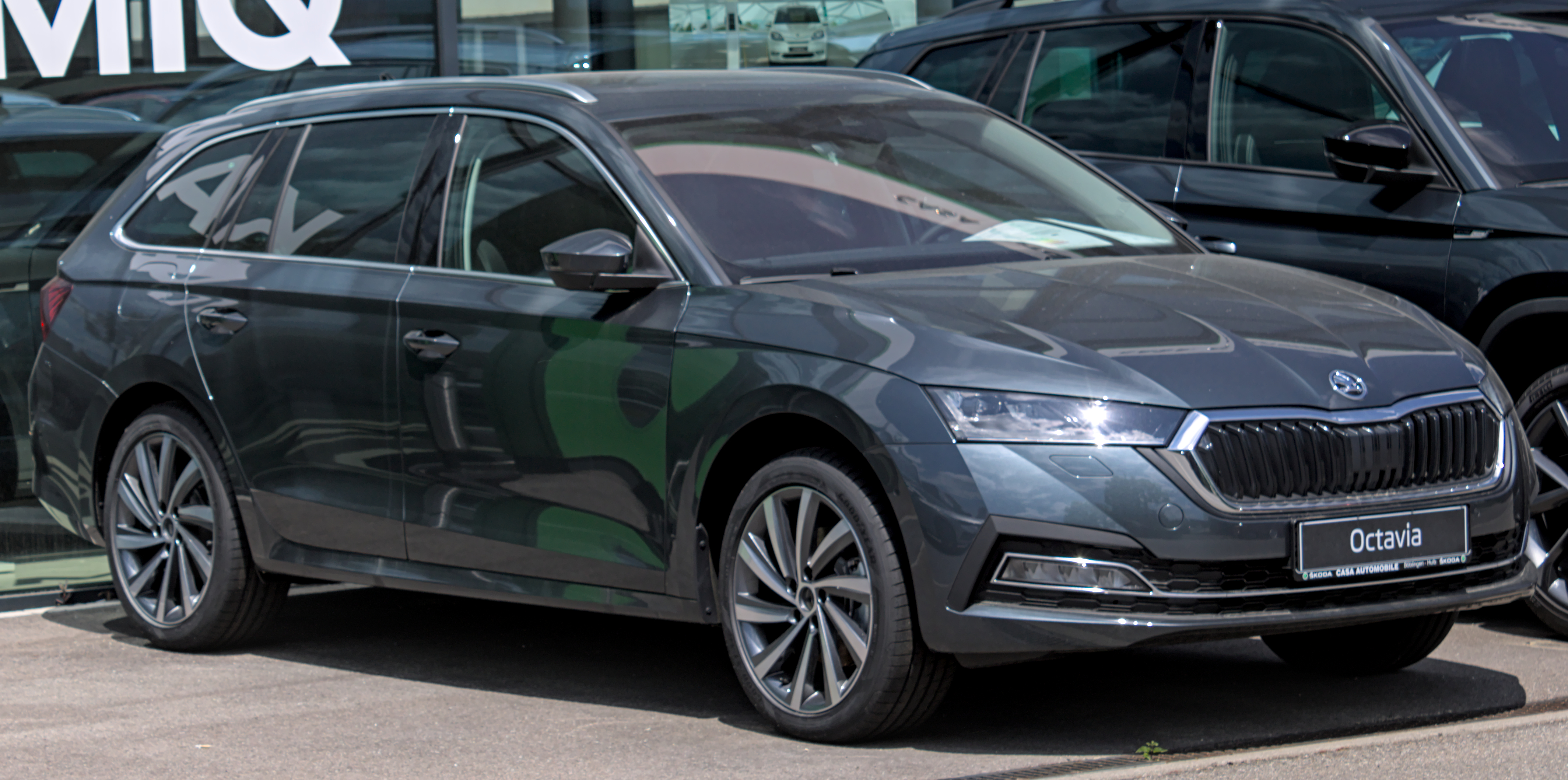
Version break (Combi)
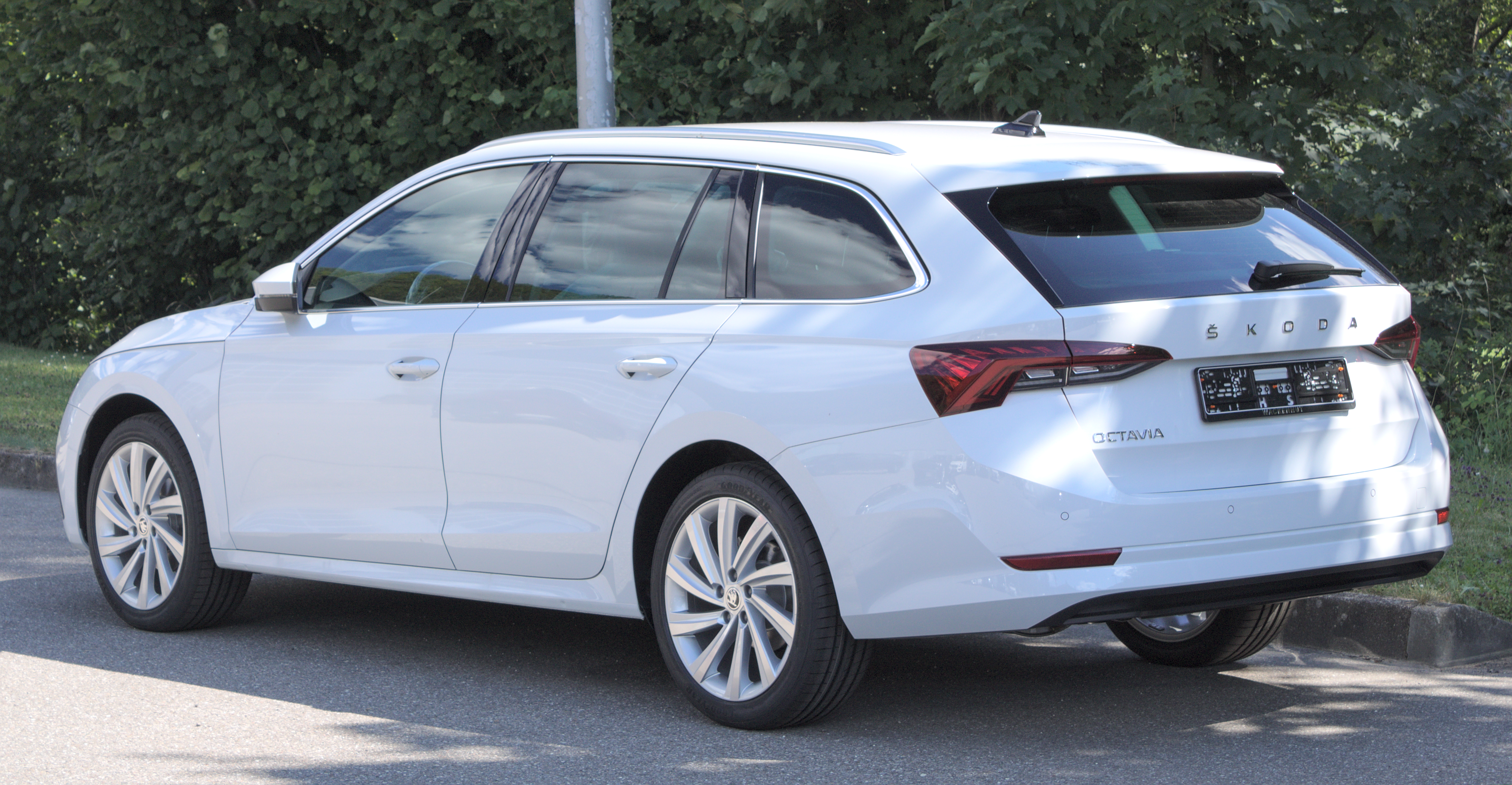
Version break (Combi)
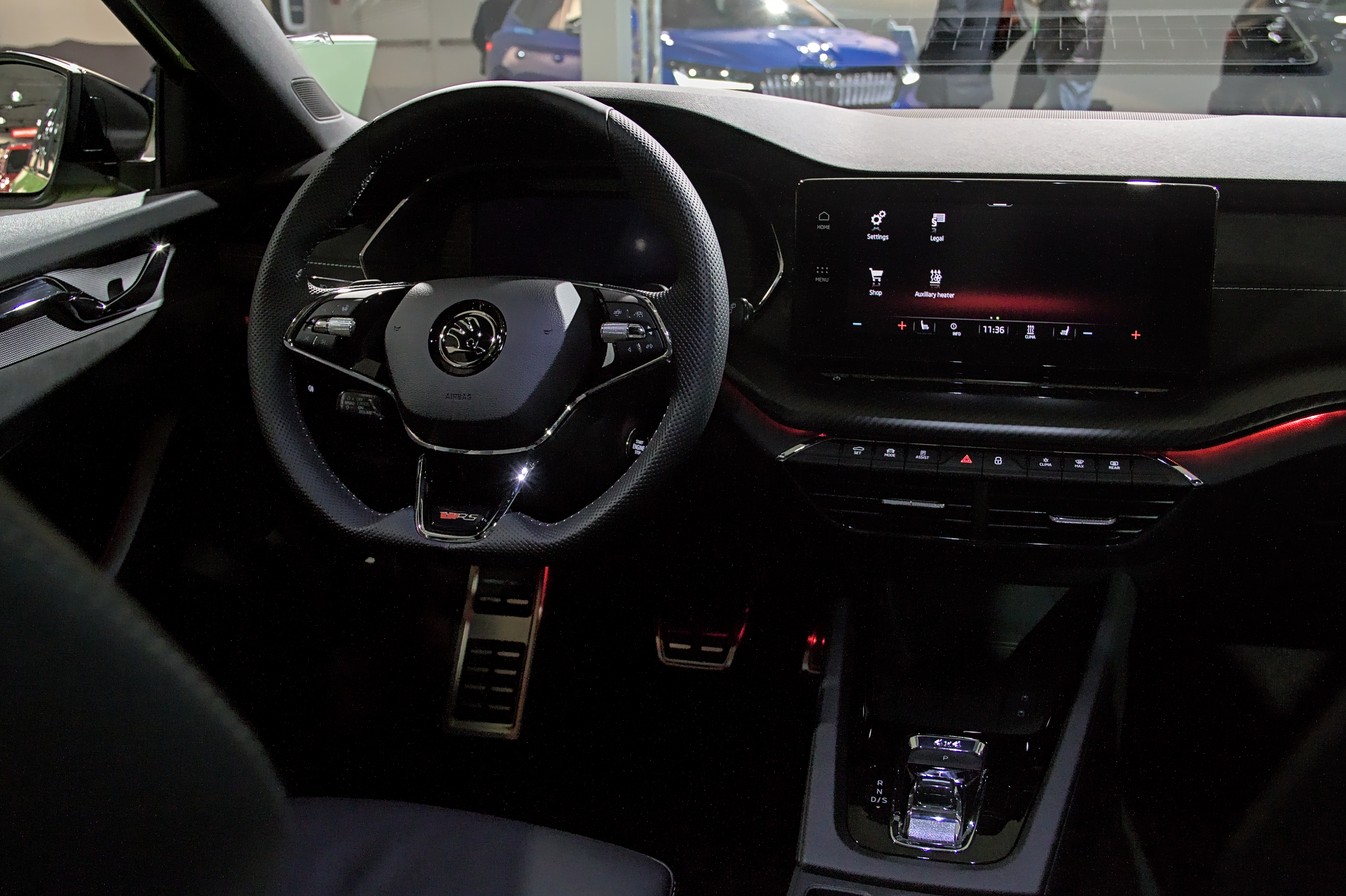
Intérieur

### Phase 2
La version restylée de l'Octavia est présentée en février 2024.

## Caractéristiques techniques
La Škoda Octavia IV repose sur la plateforme technique MQB du Groupe Volkswagen, qu'elle partage avec la Volkswagen Golf VIII et l'Audi A3 IV.
La berline et le break Combi ont la même longueur (4,69 m), et le coffre propose 600 litres de contenance pour la berline contre 640 litres pour la Combi.

### Technologie
La berline familiale de Škoda est équipée de projecteurs et de feux arrière à Leds en série, et peut recevoir en option des feux avant dotés de la technologie Matrix LED. Cette technologie utilise la caméra située sur le pare-brise pour détecter les objets, personnes ou animaux, et les autres véhicules devant la voiture, ainsi les feux de route peuvent être allumés en permanence sans éblouir les autres usagers de la route.
À l'intérieur, l'Octavia IV bénéficie d'une instrumentation digitale (digital cockpit) de 8,25 pouces avec quatre modes d'affichage. Quant à la planche de bord, elle est dotée d'une dalle numérique tactile de 8,25 pouces de série, pour la navigation et l'info-divertissement. Des dalles numériques de 10 pouces sont disponibles, en option ou selon le niveau de finition, associée à des commandes gestuelles.

### Motorisations
L'Octavia de 4e génération reçoit des motorisations diesel, essence, essence hybride 48 volts, essence hybride rechargeable et fonctionnant au gaz naturel.
|                                                   | 1.0 TSI             | 1.5 TSI             | 2.0 TSI             | 1.0 eTSI            | 1.5 eTSI                         | iV                               | RS iV                            | 1.5 TSI G-TEC             | 1.5 TSI G-TEC             | 2.0 TDI EVO        | 2.0 TDI EVO        | 2.0 TDI EVO        | 2.0 TDI EVO        | 2.0 TDI EVO        | 2.0 TDI EVO        | 2.0 RS TDI         |
| ------------------------------------------------- | ------------------- | ------------------- | ------------------- | ------------------- | -------------------------------- | -------------------------------- | -------------------------------- | ------------------------- | ------------------------- | ------------------ | ------------------ | ------------------ | ------------------ | ------------------ | ------------------ | ------------------ |
| Moteur                                            | 3-cylindres essence | 4-cylindres essence | 4-cylindres essence | 3-cylindres essence | 4-cylindres essence + électrique | 4-cylindres essence + électrique | 4-cylindres essence + électrique |                           |                           | 4-cylindres diesel | 4-cylindres diesel | 4-cylindres diesel | 4-cylindres diesel | 4-cylindres diesel | 4-cylindres diesel | 4-cylindres diesel |
| Admission                                         | Turbocompressé      | Turbocompressé      | Turbocompressé      | Turbocompressé      | Turbocompressé                   | Turbocompressé                   | Turbocompressé                   | Turbocompressé            | Turbocompressé            | Turbocompressé     | Turbocompressé     | Turbocompressé     | Turbocompressé     | Turbocompressé     | Turbocompressé     | Turbocompressé     |
| Cylindrée (cm3)                                   | 999                 | 1 498               | 1 984               | 999                 | 1 498                            |                                  |                                  | 1 498                     | 1 498                     | 1 968              | 1 968              | 1 968              | 1 968              | 1 968              | 1 968              | 1 968              |
| Puissance maximale ch (kW)                        | 115 (85)            | 150 (110)           | 190 (140)           | 110 (83)            | 150 (110)                        | 204 (150)                        | 245 (180)                        | 130 (96)                  | 130 (96)                  | 115 (85)           | 115 (85)           | 150 (110)          | 150 (110)          | 190 (140)          | 190 (140)          | 200 (148)          |
| au régime de : (tr/min)                           |                     |                     |                     |                     |                                  |                                  |                                  |                           |                           |                    |                    |                    |                    |                    |                    |                    |
| Couple maximal (N m)                              | 200                 | 250                 | 320                 | 200                 | 250                              | 370                              |                                  |                           |                           | 300                | 300                | 340                | 340                | 400                | 400                | 400                |
| au régime de : (tr/min)                           |                     |                     |                     |                     |                                  |                                  |                                  |                           |                           |                    |                    |                    |                    |                    |                    |                    |
| Boîte de vitesses                                 | BVM6                | BVM6                | DSG7                | DSG7                | DSG7                             | DSG6                             | DSG6                             | BVM6                      | DSG7                      | BVM6               | DSG7               | BVM6               | DSG7               | BVM6               | DSG7               | DSG7               |
| Transmission                                      | Traction            | Traction            | Intégrale           | Traction            | Traction                         | Traction                         | Traction                         | Traction                  | Traction                  | Traction           | Traction           | Traction           | Intégrale          | Traction           | Intégrale          | Traction           |
| Vitesse maximale (km/h)                           |                     |                     |                     |                     |                                  |                                  | 250                              |                           |                           |                    |                    |                    |                    |                    |                    | 243                |
| 0-100 km/h (s)                                    |                     |                     |                     |                     |                                  |                                  | 6,7                              |                           |                           |                    |                    |                    |                    |                    |                    | 6,8                |
| Consommation (L/100 km) urbain/extra-urbain/mixte |                     |                     |                     |                     |                                  |                                  |                                  |                           |                           |                    |                    |                    |                    |                    |                    |                    |
| Émissions de CO2 (g/km)                           |                     |                     |                     |                     |                                  |                                  |                                  |                           |                           |                    |                    |                    |                    |                    |                    |                    |
| Capacité du réservoir (L)                         |                     |                     |                     |                     |                                  |                                  |                                  | 9 l essence + 17,7 kg GNV | 9 l essence + 17,7 kg GNV |                    |                    |                    |                    |                    |                    |                    |
| Masse à vide (kg)                                 |                     |                     |                     |                     |                                  |                                  |                                  |                           |                           |                    |                    |                    |                    |                    |                    |                    |
| Norme environnementale                            | Euro 6d             | Euro 6d             | Euro 6d             | Euro 6d             | Euro 6d                          | Euro 6d                          | Euro 6d                          | Euro 6d                   | Euro 6d                   | Euro 6d            | Euro 6d            | Euro 6d            | Euro 6d            | Euro 6d            | Euro 6d            | Euro 6d            |

#### Octavia iV
L'Octavia IV dispose d'une version hybride rechargeable baptisée Octavia iV. Elle est motorisée par un quatre cylindres 1.4 TSI de 156 ch, associé à un électromoteur de 75 kW, pour une puissance cumulée de 204 ch. Le moteur électrique est alimenté par une batterie Lithium-ion d'une capacité de 13 kWh lui autorisant une autonomie de 55 km en électrique.

#### Octavia RS iV

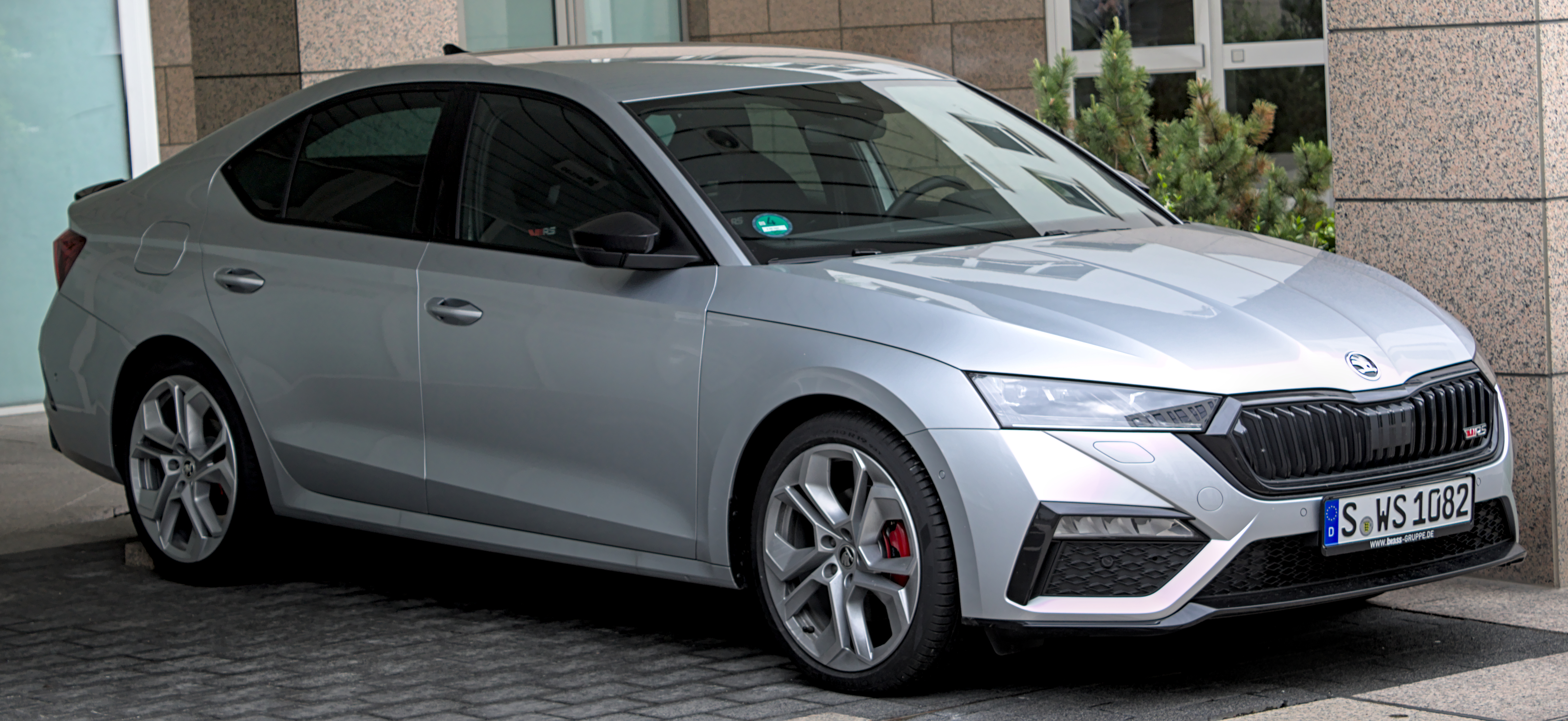
Škoda Octavia RS

La version sportive de l'hybride rechargeable nommée RS iV dispose de la même motorisation que l'Octavia iV dans sa version 245 ch. Elle devait être dévoilée au Salon international de l'automobile de Genève 2020 mais celui-ci a été annulé à cause de l'épidémie de coronavirus COVID-19.

## Finitions

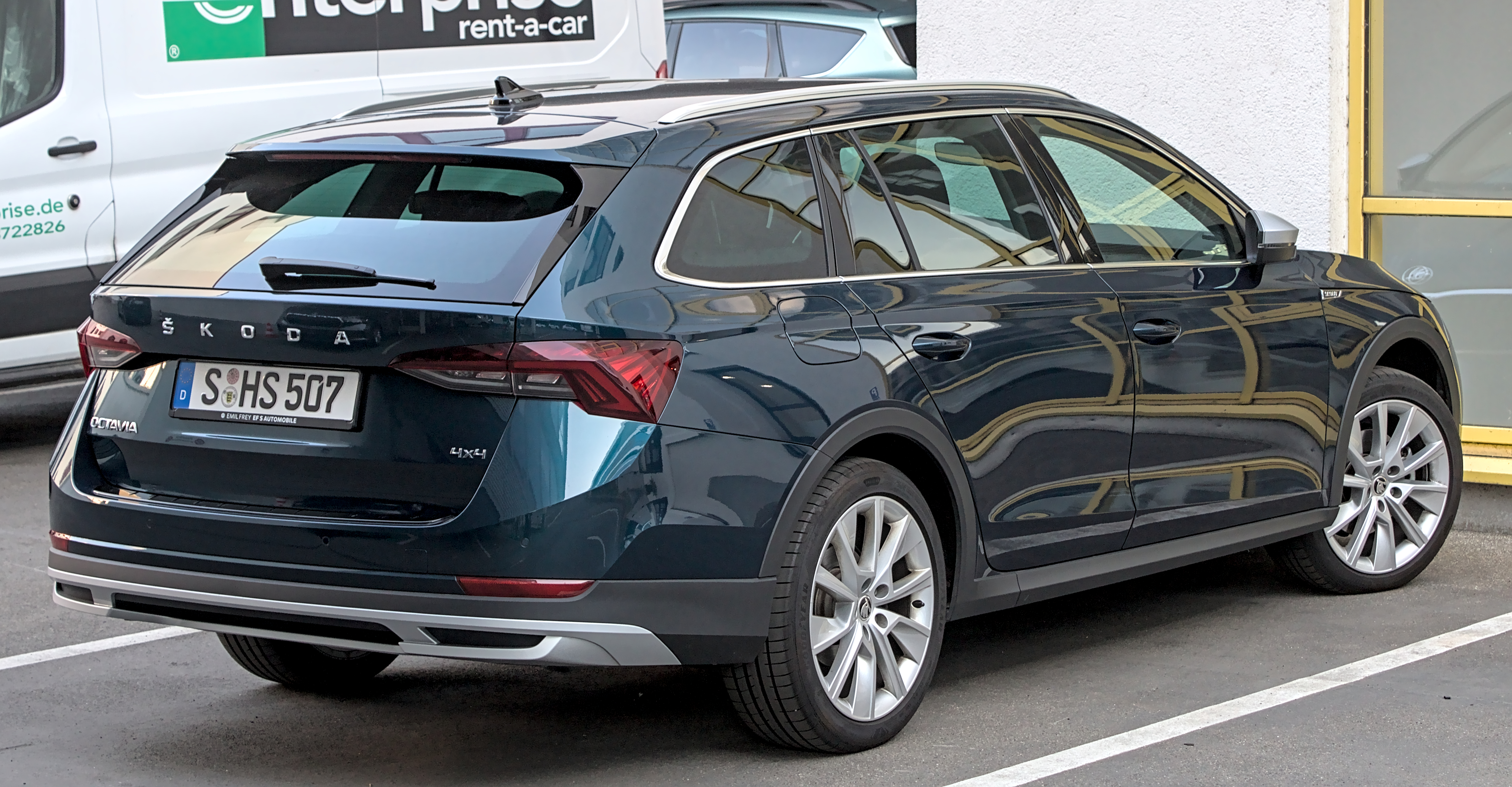
Škoda Octavia Scout

Phase 1
- Ambition
- Business
- Sportline
- Style
- Scout
- RS

Phase 2
- Selection
- Sportline

## À voir aussi